# Chimarra resinae
Chimarra resinae is een fossiele soort schietmot uit de familie Philopotamidae.